# Ormtjärnen, Västerbotten
Ormtjärnen är en sjö i Norsjö kommun i Västerbotten och ingår i Umeälvens huvudavrinningsområde. Sjön har en area på 0,0597 kvadratkilometer och ligger 272 meter över havet. Sjön avvattnas av vattendraget Storb..

## Delavrinningsområde
Ormtjärnen ingår i det delavrinningsområde (719880-165986) som SMHI kallar för Utloppet av Stenträsket. Medelhöjden är 287 meter över havet och ytan är 13,6 kvadratkilometer. Det finns inga avrinningsområden uppströms utan avrinningsområdet är högsta punkten. Storb. som avvattnar avrinningsområdet har biflödesordning 4, vilket innebär att vattnet flödar genom totalt 4 vattendrag innan det når havet efter 194 kilometer. Avrinningsområdet består mestadels av skog (60 procent) och sankmarker (25 procent). Avrinningsområdet har 1,68 kvadratkilometer vattenytor vilket ger det en sjöprocent på 12,4 procent.